# 尖肢舌镖水蚤
尖肢舌镖水蚤（学名：Ligulodiaptomus acutipoditus）为镖水蚤科舌镖水蚤属的动物，是中国的特有物种。分布于福建等地，多栖息于鱼池。